# Saison 2022-2023 des Rockets de Houston
La saison 2022-2023 des Rockets de Houston est la 56e saison de la franchise en National Basketball Association (NBA) et la 52e saison dans la ville de Houston.

## Draft
| Tour | Choix | Joueur           | Poste | Nationalité | Provenance      |
| ---- | ----- | ---------------- | ----- | ----------- | --------------- |
| 1    | 3     | Jabari Smith Jr. | F     | États-Unis  | Tigers d'Auburn |
| 1    | 17    | Tari Eason       | F     | États-Unis  | Tigers de LSU   |

## Matchs

### Summer League
| Summer League Total: 2-3 |

| Match | Date match | Équipe        | Score   | Meilleur marqueur     | Meilleur rebondeur    | Meilleur passeur    | Lieux Spectateurs      | Série |
| ----- | ---------- | ------------- | ------- | --------------------- | --------------------- | ------------------- | ---------------------- | ----- |
| 1     | 7 juillet  | Orlando       | D 77-91 | Josh Christopher (22) | Tari Eason (13)       | Daishen Nix (4)     | Thomas & Mack Center 0 | 0 - 1 |
| 2     | 9 juillet  | Oklahoma City | V 90-88 | Josh Christopher (19) | Tari Eason (11)       | Daishen Nix (6)     | Thomas & Mack Center 0 | 1 - 1 |
| 3     | 11 juillet | San Antonio   | V 97-84 | Tari Eason (22)       | Tari Eason (6)        | Tari Eason (11)     | Thomas & Mack Center 0 | 2 - 1 |
| 4     | 14 juillet | Portland      | D 77-85 | Jabari Smith Jr. (19) | Jabari Smith Jr. (10) | TyTy Washington (6) | Thomas & Mack Center 0 | 2 - 2 |
| 5     | 16 juillet | Sacramento    | D 81-92 | Tari Eason (19)       | Jabari Smith Jr. (12) | TyTy Washington (4) | Cox Pavilion 0         | 2 - 3 |

### Pré-saison
| Pré-saison Total: 3-1 (Domicile : 2-0; Extérieur : 1-1) |

| Match | Date match | Équipe      | Score     | Meilleur marqueur     | Meilleur rebondeur  | Meilleur passeur     | Lieux Spectateurs           | Série |
| ----- | ---------- | ----------- | --------- | --------------------- | ------------------- | -------------------- | --------------------------- | ----- |
| 1     | 2 octobre  | San Antonio | V 134-96  | Eason, Smith Jr. (21) | Tari Eason (10)     | Kevin Porter Jr. (6) | Toyota Center 10 640        | 1 - 0 |
| 2     | 7 octobre  | Toronto     | V 116-100 | Tari Eason (24)       | Bruno Fernando (10) | Trois joueurs (3)    | Toyota Center 10 902        | 2 - 0 |
| 3     | 10 octobre | @ Miami     | D 110-118 | Jalen Green (25)      | Tari Eason (12)     | Kevin Porter Jr. (6) | FTX Arena 19 600            | 2 - 1 |
| 4     | 14 octobre | @ Indiana   | V 122-114 | Jalen Green (33)      | Usman Garuba (9)    | Alperen Şengün (5)   | Gainbridge Fieldhouse 7 107 | 3 - 1 |

### Saison régulière
| Saison régulière Total: 22-60 (Domicile : 14-27; Extérieur : 8-33) |

| Match | Date match | Équipe          | Score     | Meilleur marqueur      | Meilleur rebondeur     | Meilleur passeur         | Lieux Spectateurs              | Série |
| ----- | ---------- | --------------- | --------- | ---------------------- | ---------------------- | ------------------------ | ------------------------------ | ----- |
| 1     | 19 octobre | @ Atlanta       | D 107-117 | Kevin Porter Jr. (21)  | Fernando, Şengün (9)   | Fernando, Porter Jr. (7) | State Farm Arena 17 878        | 0 - 1 |
| 2     | 21 octobre | Memphis         | D 122-129 | Jalen Green (33)       | Alperen Şengün (12)    | Gordon, Porter Jr. (4)   | Toyota Center 18 055           | 0 - 2 |
| 3     | 22 octobre | @ Milwaukee     | D 105-125 | Jalen Green (22)       | Jabari Smith Jr. (11)  | Kevin Porter Jr. (7)     | Fiserv Forum 17 341            | 0 - 3 |
| 4     | 24 octobre | Utah            | V 114-108 | Kevin Porter Jr. (26)  | Kevin Porter Jr. (10)  | Kevin Porter Jr. (4)     | Toyota Center 16 260           | 1 - 3 |
| 5     | 26 octobre | @ Utah          | D 101-109 | Kevin Porter Jr. (24)  | Kenyon Martin Jr. (10) | Kevin Porter Jr. (5)     | Vivint Smart Home Arena 18 206 | 1 - 4 |
| 6     | 28 octobre | @ Portland      | D 111-125 | Eric Gordon (18)       | Alperen Şengün (11)    | Jae'Sean Tate (6)        | Moda Center 19 082             | 1 - 5 |
| 7     | 30 octobre | @ Phoenix       | D 109-124 | Kevin Porter Jr. (26)  | Alperen Şengün (9)     | Kevin Porter Jr. (6)     | Footprint Center 17 071        | 1 - 6 |
| 8     | 31 octobre | @ L.A. Clippers | D 93-95   | Kenyon Martin Jr. (23) | Alperen Şengün (9)     | Kevin Porter Jr. (5)     | Crypto.com Arena 14 887        | 1 - 7 |

| Match | Date match  | Équipe                | Score     | Meilleur marqueur      | Meilleur rebondeur     | Meilleur passeur      | Lieux Spectateurs               | Série  |
| ----- | ----------- | --------------------- | --------- | ---------------------- | ---------------------- | --------------------- | ------------------------------- | ------ |
| 9     | 2 novembre  | L.A. Clippers         | D 101-109 | Alperen Şengün (26)    | Alperen Şengün (13)    | Kevin Porter Jr. (7)  | Toyota Center 15 860            | 1 - 8  |
| 10    | 5 novembre  | @ Minnesota           | D 117-129 | Jalen Green (21)       | Alperen Şengün (7)     | Daishen Nix (6)       | Target Center 16 412            | 1 - 9  |
| 11    | 7 novembre  | @ Orlando             | V 134-127 | Jalen Green (34)       | Alperen Şengün (10)    | Kevin Porter Jr. (11) | Amway Center 15 441             | 2 - 9  |
| 12    | 9 novembre  | @ Toronto             | D 109-116 | Jalen Green (21)       | Jabari Smith Jr. (10)  | Kevin Porter Jr. (11) | Scotiabank Arena 19 800         | 2 - 10 |
| 13    | 12 novembre | @ La Nouvelle-Orléans | D 106-119 | Jalen Green (33)       | Jabari Smith Jr. (15)  | Jalen Green (6)       | Smoothie King Center 15 367     | 2 - 11 |
| 14    | 14 novembre | L.A. Clippers         | D 106-122 | Jalen Green (25)       | Kevin Porter Jr. (7)   | Jalen Green (7)       | Toyota Center 16 098            | 2 - 12 |
| 15    | 16 novembre | @ Dallas              | V 101-92  | Green, Porter Jr. (17) | Kevin Porter Jr. (11)  | Kevin Porter Jr. (8)  | American Airlines Center 19 602 | 3 - 12 |
| 16    | 18 novembre | Indiana               | D 91-99   | Eric Gordon (24)       | Alperen Şengün (9)     | Jalen Green (5)       | Toyota Center 15 882            | 3 - 13 |
| 17    | 20 novembre | Golden State          | D 120-127 | Kevin Porter Jr. (30)  | Tari Eason (8)         | Kevin Porter Jr. (6)  | Toyota Center 18 055            | 3 - 14 |
| 18    | 25 novembre | Atlanta               | V 128-122 | Jalen Green (30)       | Kenyon Martin Jr. (15) | Kevin Porter Jr. (10) | Toyota Center 16 669            | 4 - 14 |
| 19    | 26 novembre | Oklahoma City         | V 118-105 | Jalen Green (28)       | Alperen Şengün (19)    | Jalen Green (9)       | Toyota Center 15 151            | 5 - 14 |
| 20    | 28 novembre | @ Denver              | D 113-129 | Alperen Şengün (18)    | Alperen Şengün (7)     | Jalen Green (7)       | Ball Arena 16 027               | 5 - 15 |
| 21    | 30 novembre | @ Denver              | D 100-120 | Kevin Porter Jr. (23)  | Alperen Şengün (11)    | Kevin Porter Jr. (5)  | Ball Arena 16 286               | 5 - 16 |

| Match | Date match  | Équipe         | Score           | Meilleur marqueur     | Meilleur rebondeur    | Meilleur passeur           | Lieux Spectateurs               | Série   |
| ----- | ----------- | -------------- | --------------- | --------------------- | --------------------- | -------------------------- | ------------------------------- | ------- |
| 22    | 2 décembre  | @ Phoenix      | V 122-121       | Jalen Green (30)      | Bruno Fernando (7)    | Kevin Porter Jr. (7)       | Footprint Center 17 071         | 6 - 16  |
| 23    | 3 décembre  | @ Golden State | D 101-120       | Kevin Porter Jr. (20) | Eason, Garuba (10)    | Nix, Porter Jr. (4)        | Chase Center 18 064             | 6 - 17  |
| 24    | 5 décembre  | Philadelphie   | V 132-123 (2OT) | Jalen Green (27)      | Jabari Smith Jr. (11) | Jalen Green (7)            | Toyota Center 15 331            | 7 - 17  |
| 25    | 8 décembre  | @ San Antonio  | D 109-118       | Jabari Smith Jr. (23) | Alperen Şengün (11)   | Daishen Nix (5)            | AT&T Center 13 140              | 7 - 18  |
| 26    | 11 décembre | Milwaukee      | V 97-92         | Jalen Green (30)      | Jabari Smith Jr. (10) | Kevin Porter Jr. (7)       | Toyota Center 16 268            | 8 - 18  |
| 27    | 13 décembre | Phoenix        | V 111-97        | Jalen Green (26)      | Alperen Şengün (16)   | Green, Porter Jr. (4)      | Toyota Center 15 128            | 9 - 18  |
| 28    | 15 décembre | Miami          | D 108-111       | Jalen Green (22)      | Jabari Smith Jr. (11) | Porter Jr., Washington (5) | Toyota Center 16 210            | 9 - 19  |
| 29    | 17 décembre | Portland       | D 95-107        | Jalen Green (15)      | Alperen Şengün (8)    | Green, Porter Jr. (4)      | Toyota Center 16 217            | 9 - 20  |
| 30    | 19 décembre | San Antonio    | D 105-124       | Alperen Şengün (22)   | Jabari Smith Jr. (8)  | Daishen Nix (9)            | Toyota Center 15 928            | 9 - 21  |
| 31    | 21 décembre | Orlando        | D 110-116       | Kevin Porter Jr. (31) | Alperen Şengün (12)   | Alperen Şengün (6)         | Toyota Center 15 965            | 9 - 22  |
| 32    | 23 décembre | Dallas         | D 106-112       | Jabari Smith Jr. (24) | Jabari Smith Jr. (10) | Alperen Şengün (7)         | Toyota Center 16 989            | 9 - 23  |
| 33    | 26 décembre | @ Chicago      | V 133-118       | Kevin Porter Jr. (36) | Alperen Şengün (11)   | Kevin Porter Jr. (9)       | United Center 21 561            | 10 - 23 |
| 34    | 27 décembre | @ Boston       | D 102-126       | Jalen Green (28)      | Şengün, Smith Jr. (9) | Kevin Porter Jr. (9)       | TD Garden 19 156                | 10 - 24 |
| 35    | 29 décembre | @ Dallas       | D 114-129       | Jalen Green (23)      | Usman Garuba (9)      | Kevin Porter Jr. (7)       | American Airlines Center 20 307 | 10 - 25 |
| 36    | 31 décembre | New York       | D 88-108        | Kevin Porter Jr. (23) | Tari Eason (13)       | Kevin Porter Jr. (8)       | Toyota Center 18 055            | 10 - 26 |

| Match | Date match | Équipe                | Score     | Meilleur marqueur      | Meilleur rebondeur    | Meilleur passeur       | Lieux Spectateurs           | Série   |
| ----- | ---------- | --------------------- | --------- | ---------------------- | --------------------- | ---------------------- | --------------------------- | ------- |
| 37    | 2 janvier  | Dallas                | D 106-111 | Kevin Porter Jr. (25)  | Tari Eason (7)        | Kevin Porter Jr. (6)   | Toyota Center 18 055        | 10 - 27 |
| 38    | 4 janvier  | @ La Nouvelle-Orléans | D 108-119 | Green, Martin Jr. (16) | Jabari Smith Jr. (13) | Porter Jr., Şengün (5) | Smoothie King Center 17 295 | 10 - 28 |
| 39    | 5 janvier  | Utah                  | D 114-131 | Jalen Green (30)       | Alperen Şengün (14)   | Jalen Green (4)        | Toyota Center 16 320        | 10 - 29 |
| 40    | 8 janvier  | Minnesota             | D 96-104  | Kevin Porter Jr. (25)  | Alperen Şengün (8)    | Green, Porter Jr. (5)  | Toyota Center 18 055        | 10 - 30 |
| 41    | 11 janvier | @ Sacramento          | D 115-135 | Jalen Green (26)       | Alperen Şengün (10)   | Alperen Şengün (10)    | Golden 1 Center 16 057      | 10 - 31 |
| 42    | 13 janvier | @ Sacramento          | D 114-139 | Green, Smith Jr. (27)  | Jabari Smith Jr. (8)  | Alperen Şengün (7)     | Golden 1 Center 17 894      | 10 - 32 |
| 43    | 15 janvier | @ L.A. Clippers       | D 100-121 | Eric Gordon (24)       | Kenyon Martin Jr. (9) | Alperen Şengün (6)     | Crypto.com Arena 17 238     | 10 - 33 |
| 44    | 16 janvier | @ L.A. Lakers         | D 132-140 | Alperen Şengün (33)    | Alperen Şengün (15)   | Eric Gordon (8)        | Crypto.com Arena 17 657     | 10 - 34 |
| 45    | 18 janvier | Charlotte             | D 117-122 | Jalen Green (41)       | Alperen Şengün (12)   | Jalen Green (7)        | Toyota Center 15 678        | 10 - 35 |
| 46    | 21 janvier | @ Minnesota           | D 104-113 | Alperen Şengün (19)    | Alperen Şengün (16)   | Alperen Şengün (7)     | Target Center 17 136        | 10 - 36 |
| 47    | 23 janvier | Minnesota             | V 119-114 | Jalen Green (42)       | Tari Eason (9)        | Alperen Şengün (7)     | Toyota Center 13 811        | 11 - 36 |
| 48    | 25 janvier | Washington            | D 103-108 | Alperen Şengün (21)    | Alperen Şengün (11)   | Alperen Şengün (10)    | Toyota Center 15 302        | 11 - 37 |
| 49    | 26 janvier | Cleveland             | D 95-113  | Tari Eason (18)        | Tari Eason (11)       | Alperen Şengün (7)     | Toyota Center 16 327        | 11 - 38 |
| 50    | 28 janvier | @ Détroit             | V 117-114 | Eric Gordon (24)       | Jabari Smith Jr. (12) | Eric Gordon (7)        | Little Caesars Arena 19 411 | 12 - 38 |

| Match                  | Date match  | Équipe          | Score     | Meilleur marqueur            | Meilleur rebondeur    | Meilleur passeur       | Lieux Spectateurs         | Série   |
| ---------------------- | ----------- | --------------- | --------- | ---------------------------- | --------------------- | ---------------------- | ------------------------- | ------- |
| 51                     | 1er février | Oklahoma City   | V 112-106 | Eric Gordon (25)             | Tari Eason (13)       | Martin Jr., Şengün (4) | Toyota Center 15 181      | 13 - 38 |
| 52                     | 3 février   | Toronto         | D 111-117 | Eric Gordon (28)             | Jabari Smith Jr. (8)  | Gordon, Nix (5)        | Toyota Center 16 585      | 13 - 39 |
| 53                     | 4 février   | @ Oklahoma City | D 121-153 | Christopher, Washington (20) | Tari Eason (8)        | Christopher, Nix (5)   | Paycom Center 16 994      | 13 - 40 |
| 54                     | 6 février   | Sacramento      | D 120-140 | Jalen Green (27)             | Kenyon Martin Jr. (8) | Eric Gordon (8)        | Toyota Center 15 405      | 13 - 41 |
| 55                     | 8 février   | Sacramento      | D 128-130 | Jalen Green (41)             | Bruno Fernando (10)   | Alperen Şengün (11)    | Toyota Center 15 881      | 13 - 42 |
| 56                     | 10 février  | @ Miami         | D 95-97   | Jabari Smith Jr. (22)        | Şengün, Smith Jr. (8) | TyTy Washington (6)    | Miami-Dade Arena 19 600   | 13 - 43 |
| 57                     | 13 février  | @ Philadelphie  | D 104-123 | Jalen Green (29)             | Jabari Smith Jr. (12) | Jalen Green (4)        | Wells Fargo Center 19 850 | 13 - 44 |
| 58                     | 15 février  | @ Oklahoma City | D 96-133  | Jabari Smith Jr. (15)        | Alperen Şengün (10)   | Frank Kaminsky (5)     | Paycom Center 14 988      | 13 - 45 |
| NBA All-Star Game 2023 |             |                 |           |                              |                       |                        |                           |         |
| 59                     | 24 février  | @ Golden State  | D 101-116 | Kenyon Martin Jr. (22)       | Şengün, Smith Jr. (9) | Alperen Şengün (8)     | Chase Center 18 064       | 13 - 46 |
| 60                     | 26 février  | @ Portland      | D 114-131 | Şengün, Tate (17)            | Eason, Şengün (10)    | Alperen Şengün (5)     | Moda Center 19 215        | 13 - 47 |
| 61                     | 28 février  | Denver          | D 112-133 | Eason, Green (17)            | Tari Eason (12)       | Alperen Şengün (8)     | Toyota Center 15 368      | 13 - 48 |

| Match | Date match | Équipe              | Score          | Meilleur marqueur     | Meilleur rebondeur     | Meilleur passeur       | Lieux Spectateurs                 | Série   |
| ----- | ---------- | ------------------- | -------------- | --------------------- | ---------------------- | ---------------------- | --------------------------------- | ------- |
| 62    | 1er mars   | Memphis             | D 99-113       | Jalen Green (20)      | Alperen Şengün (8)     | Alperen Şengün (5)     | Toyota Center 15 919              | 13 - 49 |
| 63    | 4 mars     | @ San Antonio       | V 122-110      | Tari Eason (20)       | Kenyon Martin Jr. (13) | Kevin Porter Jr. (5)   | AT&T Center 18 354                | 14 - 49 |
| 64    | 5 mars     | San Antonio         | V 142-110      | Jalen Green (31)      | Alperen Şengün (14)    | Kevin Porter Jr. (13)  | Toyota Center 16 721              | 15 - 49 |
| 65    | 7 mars     | Brooklyn            | D 96-118       | Jalen Green (25)      | Alperen Şengün (12)    | Kevin Porter Jr. (7)   | Toyota Center 14 833              | 15 - 50 |
| 66    | 9 mars     | @ Indiana           | D 125-134 (OT) | Jabari Smith Jr. (30) | Jabari Smith Jr. (12)  | Jalen Green (4)        | Gainbridge Fieldhouse 16 027      | 15 - 51 |
| 67    | 11 mars    | Chicago             | D 111-119      | Jabari Smith Jr. (20) | Jabari Smith Jr. (10)  | Jalen Green (7)        | Toyota Center 18 055              | 15 - 52 |
| 68    | 13 mars    | Boston              | V 111-109      | Jalen Green (28)      | Jabari Smith Jr. (11)  | Kevin Porter Jr. (13)  | Toyota Center 18 055              | 16 - 52 |
| 69    | 15 mars    | L.A. Lakers         | V 114-110      | Kevin Porter Jr. (27) | Porter Jr., Şengün (9) | Porter Jr., Şengün (6) | Toyota Center 18 055              | 17 - 52 |
| 70    | 17 mars    | La Nouvelle-Orléans | V 114-112      | Jalen Green (25)      | Alperen Şengün (11)    | Green, Porter Jr. (6)  | Toyota Center 15 841              | 18 - 52 |
| 71    | 19 mars    | La Nouvelle-Orléans | D 107-117      | Jalen Green (40)      | Alperen Şengün (7)     | Alperen Şengün (6)     | Toyota Center 14 209              | 18 - 53 |
| 72    | 20 mars    | Golden State        | D 108-121      | Tari Eason (21)       | Tari Eason (12)        | Kevin Porter Jr. (5)   | Toyota Center 16 116              | 18 - 54 |
| 73    | 22 mars    | @ Memphis           | D 125-130      | Jalen Green (32)      | Kevin Porter Jr. (10)  | Kevin Porter Jr. (10)  | FedExForum 17 794                 | 18 - 55 |
| 74    | 24 mars    | @ Memphis           | D 114-151      | Tari Eason (21)       | Jabari Smith Jr. (8)   | Kevin Porter Jr. (7)   | FedExForum 17 851                 | 18 - 56 |
| 75    | 26 mars    | @ Cleveland         | D 91-108       | Jalen Green (30)      | Eason, Şengün (8)      | Trois joueurs (4)      | Rocket Mortgage FieldHouse 19 432 | 18 - 57 |
| 76    | 27 mars    | @ New York          | D 115-137      | Kevin Porter Jr. (26) | Jabari Smith Jr. (11)  | Jabari Smith Jr. (6)   | Madison Square Garden 19 812      | 18 - 58 |
| 77    | 29 mars    | @ Brooklyn          | D 114-123      | Kevin Porter Jr. (31) | Şengün, Smith Jr. (12) | Kevin Porter Jr. (6)   | Barclays Center 17 074            | 18 - 59 |
| 78    | 31 mars    | Détroit             | V 121-115      | Kevin Porter Jr. (33) | Alperen Şengün (13)    | Alperen Şengün (7)     | Toyota Center 15 844              | 19 - 59 |

| Match | Date match | Équipe       | Score     | Meilleur marqueur      | Meilleur rebondeur    | Meilleur passeur     | Lieux Spectateurs        | Série   |
| ----- | ---------- | ------------ | --------- | ---------------------- | --------------------- | -------------------- | ------------------------ | ------- |
| 79    | 2 avril    | L.A. Lakers  | D 109-134 | Jalen Green (24)       | Alperen Şengün (15)   | Jalen Green (7)      | Toyota Center 18 204     | 19 - 60 |
| 80    | 4 avril    | Denver       | V 124-103 | Jalen Green (32)       | Jabari Smith Jr. (13) | Kevin Porter Jr. (9) | Toyota Center 16 924     | 20 - 60 |
| 81    | 7 avril    | @ Charlotte  | V 112-109 | Green, Porter Jr. (26) | Alperen Şengün (21)   | Jalen Green (6)      | Spectrum Center 19 102   | 21 - 60 |
| 82    | 9 avril    | @ Washington | V 114-109 | Jabari Smith Jr. (20)  | Alperen Şengün (12)   | Alperen Şengün (6)   | Capital One Arena 15 233 | 22 - 60 |

### Confrontations en saison régulière
| Conférence Est      | Conférence Est                             | Conférence Est                             | Conférence Ouest                           | Conférence Ouest                           | Conférence Ouest                           | Conférence Ouest                           | Conférence Ouest                           |
| Division Atlantique | Division Atlantique                        | Division Atlantique                        | Division Nord-Ouest                        | Division Nord-Ouest                        | Division Nord-Ouest                        | Division Nord-Ouest                        | Division Nord-Ouest                        |
| Équipe              | Domicile                                   | Extérieur                                  | Équipe                                     | Domicile                                   | Domicile                                   | Extérieur                                  | Extérieur                                  |
| ------------------- | ------------------------------------------ | ------------------------------------------ | ------------------------------------------ | ------------------------------------------ | ------------------------------------------ | ------------------------------------------ | ------------------------------------------ |
| Boston              | 111-109                                    | 102-126                                    | Denver                                     | 112-133                                    | 124-103                                    | 113-129                                    | 100-120                                    |
| Brooklyn            | 96-118                                     | 114-123                                    | Minnesota                                  | 96-104                                     | 119-114                                    | 117-129                                    | 104-113                                    |
| New York            | 88-108                                     | 115-137                                    | Oklahoma City                              | 118-105                                    | 112-106                                    | 121-153                                    | 96-133                                     |
| Philadelphie        | 132-123 (2OT)                              | 104-123                                    | Portland                                   | 95-107                                     |                                            | 111-125                                    | 114-131                                    |
| Toronto             | 111-117                                    | 109-116                                    | Utah                                       | 114-108                                    | 114-131                                    | 101-109                                    |                                            |
| Division            | 2-8 (Domicile : 2-3; Extérieur : 0-5)      | 2-8 (Domicile : 2-3; Extérieur : 0-5)      | Division                                   | 5-13 (Domicile : 5-4; Extérieur : 0-9)     | 5-13 (Domicile : 5-4; Extérieur : 0-9)     | 5-13 (Domicile : 5-4; Extérieur : 0-9)     | 5-13 (Domicile : 5-4; Extérieur : 0-9)     |
| Division Centrale   | Division Centrale                          | Division Centrale                          | Division Pacifique                         | Division Pacifique                         | Division Pacifique                         | Division Pacifique                         | Division Pacifique                         |
| Équipe              | Domicile                                   | Extérieur                                  | Équipe                                     | Domicile                                   | Domicile                                   | Extérieur                                  | Extérieur                                  |
| Chicago             | 111-119                                    | 133-118                                    | Golden State                               | 120-127                                    | 108-121                                    | 101-120                                    | 101-116                                    |
| Cleveland           | 95-113                                     | 91-108                                     | L.A. Clippers                              | 101-109                                    | 106-122                                    | 93-95                                      | 100-121                                    |
| Detroit             | 121-115                                    | 117-114                                    | L.A. Lakers                                | 114-110                                    | 109-134                                    | 132-140                                    |                                            |
| Indiana             | 91-99                                      | 125-134 (OT)                               | Phoenix                                    | 111-97                                     |                                            | 109-124                                    | 122-121                                    |
| Milwaukee           | 97-92                                      | 105-125                                    | Sacramento                                 | 120-140                                    | 128-130                                    | 115-135                                    | 114-139                                    |
| Division            | 4-6 (Domicile : 2-3; Extérieur : 2-3)      | 4-6 (Domicile : 2-3; Extérieur : 2-3)      | Division                                   | 3-15 (Domicile : 2-7; Extérieur : 1-8)     | 3-15 (Domicile : 2-7; Extérieur : 1-8)     | 3-15 (Domicile : 2-7; Extérieur : 1-8)     | 3-15 (Domicile : 2-7; Extérieur : 1-8)     |
| Division Sud-Est    | Division Sud-Est                           | Division Sud-Est                           | Division Sud-Ouest                         | Division Sud-Ouest                         | Division Sud-Ouest                         | Division Sud-Ouest                         | Division Sud-Ouest                         |
| Équipe              | Domicile                                   | Extérieur                                  | Équipe                                     | Domicile                                   | Domicile                                   | Extérieur                                  | Extérieur                                  |
| Atlanta             | 128-122                                    | 107-117                                    | Dallas                                     | 106-112                                    | 106-111                                    | 101-92                                     | 114-129                                    |
| Charlotte           | 117-122                                    | 112-109                                    |                                            |                                            |                                            |                                            |                                            |
| Miami               | 108-111                                    | 95-97                                      | Memphis                                    | 122-129                                    | 99-113                                     | 125-130                                    | 114-151                                    |
| Orlando             | 110-116                                    | 134-127                                    | New Orleans                                | 114-112                                    | 107-117                                    | 106-119                                    | 108-119                                    |
| Washington          | 103-108                                    | 114-109                                    | San Antonio                                | 105-124                                    | 142-110                                    | 109-118                                    | 122-110                                    |
| Division            | 4-6 (Domicile : 1-4; Extérieur : 3-2)      | 4-6 (Domicile : 1-4; Extérieur : 3-2)      | Division                                   | 4-12 (Domicile : 2-6; Extérieur : 2-6)     | 4-12 (Domicile : 2-6; Extérieur : 2-6)     | 4-12 (Domicile : 2-6; Extérieur : 2-6)     | 4-12 (Domicile : 2-6; Extérieur : 2-6)     |
| Conférence          | 9-20 (Domicile : 5-10; Extérieur : 4-10)   | 9-20 (Domicile : 5-10; Extérieur : 4-10)   | Conférence                                 | 13-40 (Domicile : 9-17; Extérieur : 4-23)  | 13-40 (Domicile : 9-17; Extérieur : 4-23)  | 13-40 (Domicile : 9-17; Extérieur : 4-23)  | 13-40 (Domicile : 9-17; Extérieur : 4-23)  |
| Total               | 22-60 (Domicile : 14-27; Extérieur : 8-33) | 22-60 (Domicile : 14-27; Extérieur : 8-33) | 22-60 (Domicile : 14-27; Extérieur : 8-33) | 22-60 (Domicile : 14-27; Extérieur : 8-33) | 22-60 (Domicile : 14-27; Extérieur : 8-33) | 22-60 (Domicile : 14-27; Extérieur : 8-33) | 22-60 (Domicile : 14-27; Extérieur : 8-33) |

## Classements
| Conférence Ouest | Conférence Ouest                     | Conférence Ouest | Conférence Ouest | Conférence Ouest | Conférence Ouest | Conférence Ouest | Conférence Ouest |
| No               | Franchise                            | Vic.             | Def.             | MJ               | V/D              | GB               |                  |
| ---------------- | ------------------------------------ | ---------------- | ---------------- | ---------------- | ---------------- | ---------------- | ---------------- |
| 1                | c - Nuggets de Denver                | 53               | 29               | 82               | .646             | -                |                  |
| 2                | y - Grizzlies de Memphis             | 51               | 31               | 82               | .622             | 2                |                  |
| 3                | y - Kings de Sacramento              | 48               | 34               | 82               | .585             | 5                |                  |
| 4                | x - Suns de Phoenix                  | 45               | 37               | 82               | .549             | 8                |                  |
| 5                | x - Clippers de Los Angeles          | 44               | 38               | 82               | .537             | 9                |                  |
| 6                | x - Warriors de Golden State         | 44               | 38               | 82               | .537             | 9                |                  |
|                  |                                      |                  |                  |                  |                  |                  |                  |
| 7                | x - Lakers de Los Angeles            | 43               | 39               | 82               | .524             | 10               |                  |
| 8                | x - Timberwolves du Minnesota        | 42               | 40               | 82               | .512             | 11               |                  |
| 9                | pi - Pelicans de La Nouvelle-Orléans | 42               | 40               | 82               | .512             | 11               |                  |
| 10               | pi - Thunder d'Oklahoma City         | 40               | 42               | 82               | .488             | 13               |                  |
|                  |                                      |                  |                  |                  |                  |                  |                  |
| 11               | o - Mavericks de Dallas              | 38               | 44               | 82               | .463             | 15               |                  |
| 12               | o - Jazz de l'Utah                   | 37               | 45               | 82               | .451             | 16               |                  |
| 13               | o - Trail Blazers de Portland        | 33               | 49               | 82               | .402             | 20               |                  |
| 14               | o - Rockets de Houston               | 22               | 60               | 82               | .268             | 31               |                  |
| 15               | o - Spurs de San Antonio             | 22               | 60               | 82               | .268             | 31               |                  |

| Division Sud-Ouest            | V  | D  | MJ | V/D  | GB | Dom   | Ext   | Div  |
| ----------------------------- | -- | -- | -- | ---- | -- | ----- | ----- | ---- |
| y - Grizzlies de Memphis      | 51 | 31 | 82 | .622 | –  | 35-6  | 16-25 | 13-3 |
| pi - Pelicans de Nlle-Orléans | 42 | 40 | 82 | .512 | 9  | 27-14 | 15-26 | 11-5 |
| o - Mavericks de Dallas       | 38 | 44 | 82 | .463 | 13 | 23-18 | 15-26 | 9-7  |
| o - Rockets de Houston        | 22 | 60 | 82 | .268 | 29 | 14-27 | 8-33  | 4-12 |
| o - Spurs de San Antonio      | 22 | 60 | 82 | .268 | 29 | 14-27 | 8-33  | 3-13 |